# ЛОХ (система пожаротушения)

Система ЛОХ (под управлением «Молибден-БС»). Принципиальная схема:
A — пульт управления в центральном посту;
B — отсечные пульты; C — баллоны с хладоном;
D — блок «Ротор»;
I,II,III — отсеки

Лодочная объёмная химическая защита (ЛОХ) — система объёмного химического пожаротушения. Применяется на подводных лодках.
В качестве огнегасителя используется фреон. В каждом отсеке подводной лодки имеется станция системы ЛОХ, с которой огнегаситель можно подать в свой либо соседний отсеки. Система применяется для тушения больших пожаров на любой стадии их развития. Не применяется для тушения пожаров порохов, взрывчатых веществ и двухкомпонентных ракетных топлив.

## Принцип и описание
Подводная лодка представляет собой обитаемый герметически замкнутый объект с искусственной газовой средой. Применение большого количества горючих материалов в сочетании с обогащенной кислородом искусственной газовой средой при различных давлениях делают лодку чрезвычайно пожароопасной. По этой причине с целью предупреждения пожаров и борьбы с ними в руководящих документах ВМФ «Правила водолазной службы ВМФ» (2002 год) и «Наставлении по борьбе за живучесть подводной лодки» (1971 год) содержание кислорода в газовой среде герметичных помещений (барокамеры, отсеки подводных лодок) допускается не более 25 %.
ЛОХ была разработана после пожара на подлодке К-19.
Принцип действия системы ЛОХ: химическое воздействие на точки горения. Огнегаситель работает как антикатализатор, замедлитель реакций горения вплоть до их полного прекращения (ингибитор горения). На ПЛ в качестве огнегасителя применяется тетрафтордибромэтан (хладон 114B2) чистотой 99,5%. ЛОХ является системой объёмного химического пожаротушения. Хладон и фреон - синонимы.
Подача фреона гарантированно обеспечивает тушение пожара на любой стадии его развития за время около шестидесяти секунд при нормальных давлении и содержании кислорода в атмосфере отсека.
Отличие в конструкции от традиционных систем газового пожаротушения объясняются необходимостью тушения системы регенерации воздуха, содержащей пероксид натрия. Пероксид натрия является окислителем. В смеси с горючими веществами он взрывоопасен. Легко воспламеняется при смачивании небольшим количеством воды или при попадании масла.

## Применение
Управление подачей ЛОХ (на атомных лодках начиная с третьего поколения) осуществляется через пульт общекорабельных систем (ОКС) «Молибден». Активизировать систему пожаротушения можно с центрального пульта (в ЦП) для любого отсека или непосредственно в отсеке (только для своего отсека и соседних отсеков). В центральный пульт встраивается блок «Ротор» для записи отображаемых «Молибденом» параметров и проходящих команд — аналог «чёрного ящика» в авиации.

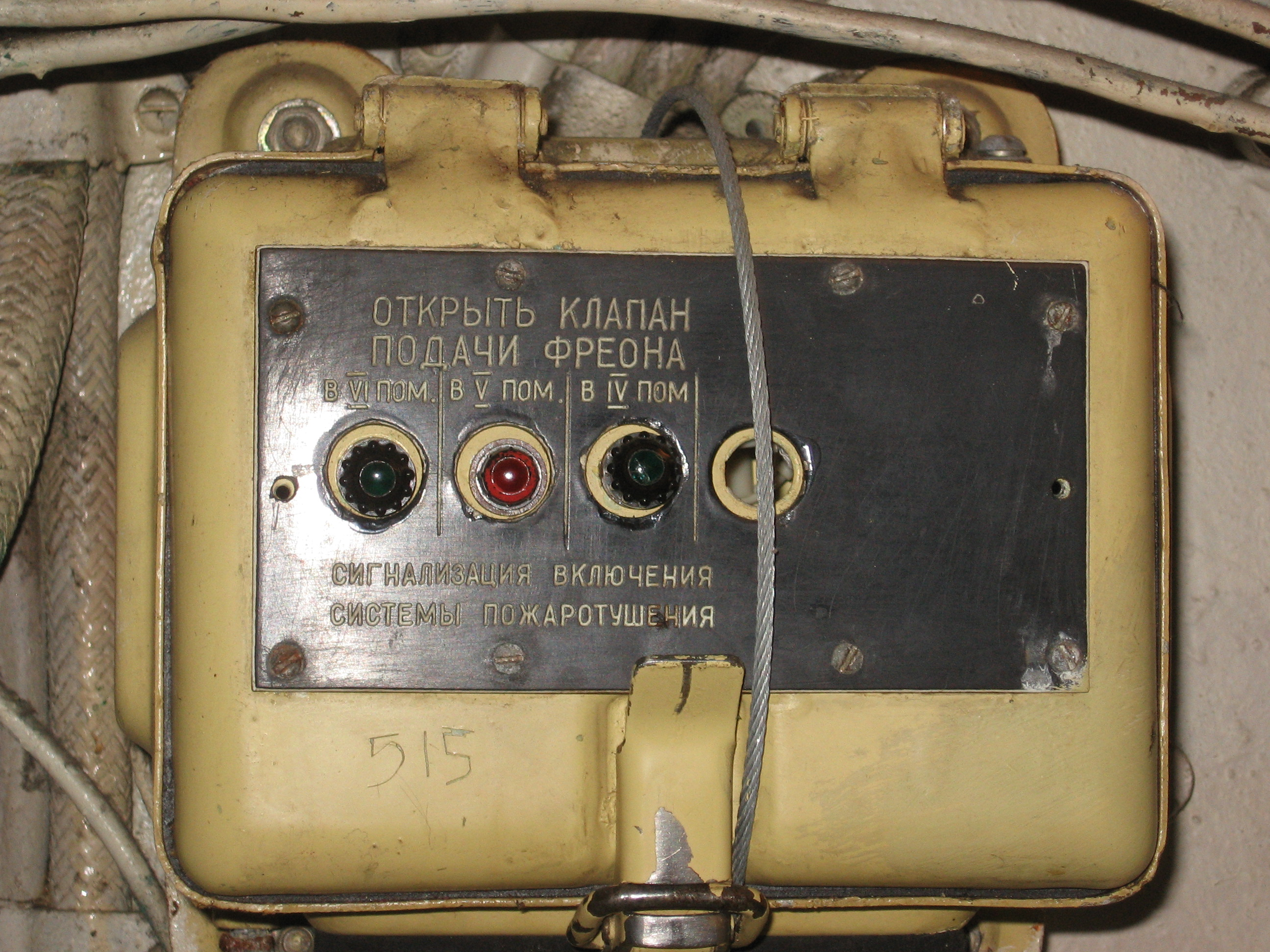
Пульт и индикатор подачи ЛОХ.
ПЛ пр. 641Б, V отсек. Красным выделена подача «на себя» (свой отсек)

При включении ЛОХ подается звуковой сигнал тревоги ревуном и в отсек пускается хладон, вытесняемый из баллонов сжатым воздухом.
Личный состав отсека, в котором пущен хладон, должен в течение нескольких секунд надеть ПДА, позволяющие дышать около 20 минут. За отведённое время личный состав аварийного отсека должен выполнить первичные мероприятия по борьбе за живучесть корабля, переключиться в ИП-6 (изолирующий противогаз) или ШДА (шланговые дыхательные аппараты) и продолжить борьбу за живучесть в своем отсеке.
В результате несанкционированного пуска ЛОХ на российской АПЛ К-152 «Нерпа» в 2008 году от токсической комы погибло 20 человек.
На российских неатомных подлодках четвёртого поколения применяются химические системы нового поколения — на основе азота.